# Famille Lucifero
La famille Lucifero est une famille noble italienne originaire de Crotone qui donna de nombreux hommes politiques (10 membres de la famille Lucifero furent maires de Crotone depuis 1485 pour un total de 16 mandats occupés, de plus, plusieurs furent des députés et des sénateurs italiens, des résistants ainsi que des ministres au sein du gouvernement), militaires, lettrés (plusieurs furent écrivains et poètes) et religieux (des évêques de Crotone et d'Umbriatico).

## Origine
Les tout premiers Lucifero connus sont des nobles possédant les titres de barons de Zinga, de Belviso et de Malapezza (tous trois des petits fiefs d'importance mineure situés dans la province de Crotone en Calabre). Certains de ses membres s'illustre de manière militaire en soutenant l'arrivée sur le trône de Naples de la dynastie d'Aragon. Pour les remercier, le roi Frédéric Ier de Naples donne le fief d'Armeri (aujourd'hui hameau de la commune de Crotone) à Bernardo Lucifero,,.

## Moyen-Âge
La famille compte également plusieurs maires de la ville de Crotone au Moyen-Âge et pendant la Renaissance (durant la période où elle appartint au royaume de Naples. De 1485 à 1486, pendant près d'un an, Peruzzo Lucifero en est le maire. De 1572 à 1573, c'est Marcello Lucifero qui accède à ce poste puis en 1574, pendant quelques mois, Ottaviano Lucifero. En 1636, on retrouve un certain Muzio Lucifero comme maire de la ville puis en 1660 un autre Muzio Lucifero (qui est peut-être la même personne) et enfin toujours lui entre 1662 et 1663. De 1668 à 1669, Giuseppe Lucifero occupe cette charge puis de nouveau dix ans plus tard de 1678 à 1679. De 1693 à 1694 puis de 1698 à 1700, Fabrizio Lucifero. Un second Fabrizio Lucifero de 1722 à 1724 puis Francesco Lucifero de 1732 à 1735 ainsi que de 1745 à 1747. Bien plus tard, Francesco Antonio Lucifero et Antonio Lucifero (1830-1889) furent maires de la ville.
Au XVIe siècle, deux membres de la famille Lucifero obtiennent la charge d'évêque de Crotone. Le premier est Antonio Lucifero, qui est évêque du 15 mars 1508 jusqu'à sa mort en 1521, tandis que le second est Giovanni Matteo Lucifero (neveu d'Antonio), évêque d'Umbriatico à partir du 10 septembre 1522 puis évêque de Crotone à partir du 14 septembre 1524 et jusqu'à sa mort en 1551. On trouve également Giacomo Antonio Lucifero qui fut évêque d'Umbriatico du 20 mars 1531 à sa mort en 1547.
Au XVIIe siècle, la famille obtient la charge de patricien de Crotone. On retrouve ainsi la branche de Pompeo Lucifero, père de deux enfants : Hippolita et Fabritio (mort en 1623). Ce-dernier, par ailleurs patricien de Crotone, achète la charge de gabelou pour les terres de l'Olivella, de Maccuditi et de l'Esta. Il épouse ensuite Adriana Berlingieri en 1594 et celle-ci lui donne un fils, Giovanni Francesco Lucifero, qui hérite de la charge de gabelou de l'Olivella. Giovanni Francesco sera lui-même le père de Giovanni Pietro senior (père de Giovanni Pietro junior), de Livia (feudataire des terres Ficazzani et de la Garrubba, elle épouse Ottavio Piterà de Catanzaro) et de Fabritio (gabelou de Maccuditi et de Maiorana).

## Branche de Sicile
Une branche de la famille Lucifero de Crotone émigre dans le nord-ouest de la Sicile et s'installe dans les villes de Messine et Milazzo. Elle y obtient des privilèges ainsi que la noblesse héréditaire.
À la fin des années 1530, Santoro Lucifero, né à Crotone, se transfère à Messine, port de l'ouest de la Sicile, où il est inscrit en tant que noble de la ville. En 1540, il est ainsi parmi les nombreux nobles à postuler pour la charge de Capitaine de Milazzo bien qu'il ne parvient pas à l'obtenir. Il fut entre autres un grand propriétaire terrien avec des terres à Rometta et à Santa Lucia del Mela et un fief à Saponara qu'il cède vers 1550 au vénérable Giovanni Bonaventura. Santoro épouse Agatuzza avec qui il a Federico Lucifero.

## Branche d'Apriglianello

### XVIIIesiècle
Giuseppe Lucifero obtient la baronnie d'Apriglianello (le fief est aussi surnommé Aprigliano bien que cela porte à confusion avec l'actuelle commune d'Aprigliano), situé en Calabre ultérieure seconde, en 1762.
Francesco Antonio Lucifero, un des descendants directs de Giuseppe et héritier du titre de baron d'Apriglianello, fut un homme politique et patriote italien important. Né à Crotone, il adhère en 1799 à la République parthénopéenne, république sœur de la Première République française proclamée à Naples, est devient ainsi le leader des troupes rebelles de sa ville natale. Jouissant de sa puissance, il est nommé maire de Crotone peu de temps après. Lors de la répression de la République parthénopéenne, il est capturé par les sanfédistes du cardinal Fabrizio Dionigi Ruffo car il est reconnu comme un des principaux responsables des mouvements jacobins de Crotone. Avec lui furent aussi fait prisonnier deux rebelles de Crotone, Bartolo Villaroja et Giuseppe Suriano, ainsi qu'un sicilien originaire de Licata, Giuseppe Ducarne. La sentence du procès des rebelles tomba le 31 mars avec accusation de crime de lèse-majesté. Francesco Antonio Lucifero ainsi que les trois autres rebelles sont condamnés à mort et fusillés le 3 avril 1799 dans le château-forteresse de Crotone,,.

### XIXesiècleetXXesiècle
Antonio Lucifero nait en 1830 à Crotone. Il descend de Francesco Antonio Lucifero et possède le titre de marquis d'Apriglianello. Il entre assez jeune en politique et est intéressé par l'archéologie. En 1873, il devient maire de Crotone en succédant à Gaetano Morelli. Il conserve cette charge pendant un an et en 1874 il est remplacé par le juriste Gennaro Avarelli. En 1875, il est de nouveau nommé maire de Crotone pour une courte période où il assume l'intérim avant que Demetrio Pirozzi lui succède. En 1881, il est nommé inspecteur des fouilles archéologiques de l'ancienne cité de Crotone et de l'aire archéologique de Cap Colonna. Il décède finalement dans sa ville natale en 1889. Ayant épousé la noble Teresa Capocchiano, il sera le père de trois fils : Alfonso Lucifero, Armando Lucifero et Alfredo Lucifero.
Alfonso Lucifero est le fils aîné d'Antonio Lucifero. Il nait le 12 août 1853 à Crotone. Il est notamment connu pour ses nombreux mandats de député. Il fut en effet député élu du collège de Crotone pour la XVIe, XVIIe, XVIIIe, XIXe, XXe, XXIe, XXIIe, XXIIIe et XXIVe législature du royaume d'Italie (soit un total de 9 mandats débutant le 10 juin 1886 pour se terminer le 29 septembre 1919). De plus, il occupe la charge de Secrétaire d'État à la Présidence du Conseil des ministres à 5 reprises toutes successives en accédant à ce poste le 10 juin 1895 pour ne le quitter que le 14 décembre 1909. Durant toute cette période, il fit d'abord partie du courant politique de la Droite historique de 1886 à 1912 puis il adhéra au Parti libéral italien de 1912 à 1919. Il fut aussi écrivain et est l'auteur de plusieurs poèmes comme Ulrico, Stonature, Adalgisa ou encore Abner. Il épousa Elena Cloan-Spyer et eut pour fils Roberto Lucifero d'Aprigliano (1903-1993), sénateur et député italien. Alfonso décède finalement le 17 juin 1925 à Rome.
Roberto Lucifero d'Aprigliano, fils unique d'Alfonso Lucifero, nait le 16 décembre 1903 à Rome. Il est diplômé en loi et devient ainsi avocat. En septembre 1943, opposé au régime fasciste, il entre dans la Résistance italienne. Il fait donc partie d'un réseau clandestin à tendance monarchiste antifasciste, nommé le Centro della democrazia italiana (Centre de la démocratie italienne). En avril 1944, il est capturé par des SS nazi et enfermé dans la prison de Regina Cœli.

### Généalogie récente
- Alfonso Lucifero (°1803)
  - Antonio Lucifero (1830-1899)
    - Alfonso Lucifero (1853-1925)
      - Roberto Lucifero d'Aprigliano (1903-1982)
        - Alfonso Lucifero (né en 1927)
          - Roberto Lucifero (né en 1960)
          - Antonio Lucifero (né en 1968)

    - Armando Lucifero (1855-1933)
      - Falcone Lucifero (1898-1997)

    - Alfredo Lucifero (1858-1909)

## Fonctions occupées

### Fonctions civiles
| Période | Période | Identité                   | Étiquette | Qualité                    |
| ------- | ------- | -------------------------- | --------- | -------------------------- |
| 1485    | 1486    | Peruzzo Lucifero           |           | Maire                      |
| 1572    | 1573    | Marcello Luifero           |           | Maire                      |
| 1574    | 1574    | Ottaviano Lucifero         |           | Maire                      |
| 1636    | 1636    | Muzio Lucifero             |           | Maire                      |
| 1660    | 1660    | Muzio Lucifero             |           | Maire                      |
| 1662    | 1663    | Muzio Lucifero             |           | Maire                      |
| 1668    | 1669    | Giuseppe Lucifero          |           | Maire                      |
| 1678    | 1679    | Giuseppe Lucifero          |           | Maire                      |
| 1693    | 1694    | Fabrizio Lucifero          |           | Maire                      |
| 1698    | 1700    | Fabrizio Lucifero          |           | Maire                      |
| 1722    | 1724    | Fabrizio Lucifero          |           | Maire                      |
| 1732    | 1735    | Francesco Lucifero         |           | Maire                      |
| 1745    | 1747    | Francesco Lucifero         |           | Maire                      |
| 1799    | 1799    | Francesco Antonio Lucifero | Libéral   | Maire insurrectionnel      |
| 1873    | 1874    | Antonio Lucifero           |           | Maire                      |
| 1875    | 1875    | Antonio Lucifero           |           | Commissaire extraordinaire |

| Les Lucifero, barons et marquis | Les Lucifero, barons et marquis | Les Lucifero, barons et marquis                                        | Les Lucifero, barons et marquis         | Les Lucifero, barons et marquis |
| Début                           | Fin                             | Titulaires                                                             | Titres                                  | Région                          |
| ------------------------------- | ------------------------------- | ---------------------------------------------------------------------- | --------------------------------------- | ------------------------------- |
|                                 |                                 |                                                                        | Barons de Zinga                         | Calabre                         |
|                                 |                                 |                                                                        | Barons de Belvedere                     | Calabre                         |
|                                 |                                 |                                                                        | Barons de Malapezza                     | Calabre                         |
| XVe siècle                      | après 1728                      | Bernardo Lucifero (au XVe siècle) inconnus Fabrizio Lucifero (en 1728) | Barons d'Armeri                         | Calabre                         |
|                                 |                                 |                                                                        | Barons de San Nicolo                    | Sicile                          |
|                                 |                                 |                                                                        | Barons d'Aprigliano (ou Apriglianello)  | Calabre                         |
|                                 |                                 |                                                                        | Marquis d'Aprigliano (ou Apriglianello) | Calabre                         |

### Fonctions ecclésiastiques
| Période           | Période           | Identité                 | Étiquette          | Qualité    |
| ----------------- | ----------------- | ------------------------ | ------------------ | ---------- |
| 15 mars 1508      | 1521              | Antonio Lucifero         | Évêque-Archidiacre | Crotone    |
| 10 septembre 1522 | 14 septembre 1524 | Giovanni Matteo Lucifero | Évêque             | Umbriatico |
| 14 septembre 1524 | 1551              | Giovanni Matteo Lucifero | Évêque             | Crotone    |
| 20 mars 1531      | 1547              | Giacomo Antonio Lucifero | Évêque             | Umbriatico |

## Pour approfondir